# Списак бродова који су служили у Краљевској југословенској ратној морнарици
Морнарица Краљевине Срба, Хрвата и Словенаца – од 1929. године Краљевска југословенска ратна морнарица (КМ) – обухватала је широк спектар пловила током свог постојања од 1920. до 1945. године. Овај списак укључује све морске ратне бродове, од лаке крстарице до моторних торпедних чамаца (МТЧ), а такође укључује и речне мониторе који су оперисали на Дунаву и другим рекама. Укључени су и велики помоћни бродови као што су матични бродови за подморнице и танкери, али не и хулкови, тегљачи и мања помоћна пловила.
КМ је формирана 1920. године, али тек у марту 1921. пребачен је већи број бивших аустроугарских пловила, од којих су нека већ била застарела. Једини модерни морски ратни бродови који су пребачени били су дванаест торпиљарки. Мало је учињено на побољшању флоте током 1920-их, али модернизација флоте је била у току од раних 1930-их, са британским вођом флотиле, затим класом модерних разарача француског дизајна и МТЧ-овима немачке производње. Скоро цела флота је заробљена од стране Сила Осовине током инвазије на Југославију у априлу 1941, али је неколико пловила успело да побегне и формира КМ у егзилу, која је деловала под британским надзором. Касније у рату, неколико пловила која су била у италијанској служби враћена су КМ у егзилу, а придружила им се и британска корвета. На крају рата, ова пловила су пребачена у новоформирану Југословенску ратну морнарицу.

## Обалска оклопњача
Бивши СМС Кронпринц Ерцхерцог Рудолф је завршен као оклопњача 1889. године. Био је застарела обалска оклопњача када га је Краљевска морнарица Срба, Хрвата и Словенаца набавила 1921. године, а исечен је у старо гвожђе следеће године.
| Брод/пловило | Порекло       | Главно наоружање         | Депласман у дугим тонама | Максимална брзина у чворовима | У служби   | Судбина                               |
| ------------ | ------------- | ------------------------ | ------------------------ | ----------------------------- | ---------- | ------------------------------------- |
| Кумбор       | Аустроугарска | 3 × 305 cm (120 in) топа | 6.721                    | 15,5                          | Март 1921. | Кумбор је исечен у старо гвожђе 1922. |

## Лака крстарица
Бивша лака крстарица класе Газела СМС Ниобе ушла је у службу Царске немачке морнарице 1900. године, па је до 1941. Далмација била застарела и коришћена као брод за обуку у гађању. Заробили су је Италијани током инвазије на Југославију у априлу 1941. и стављена је у службу Краљевске италијанске морнарице као Cattaro. Заробили су је Немци од Италијана након италијанског примирја са савезницима у септембру 1943. и служила је у немачкој морнарици као Niobe. Такође је служила у Ратној морнарици Независне Државе Хрватске као Знаим пре него што је изгубљена у децембру 1943.
| Брод/пловило | Порекло         | Главно наоружање                | Депласман у дугим тонама | Максимална брзина у чворовима | У служби      | Судбина                                                                                    |
| ------------ | --------------- | ------------------------------- | ------------------------ | ----------------------------- | ------------- | ------------------------------------------------------------------------------------------ |
| Далмација    | Немачко царство | 10 × 105 cm (41 in) L/40 топова | 2.916                    | 21,5                          | 26. јун 1925. | Знаим се насукао, а затим су га уништили британски моторни торпедни чамци у децембру 1943. |

## Разарачи

### Дубровник
Дубровник је био вођа флотиле изграђен у британском бродоградилишту 1930–1931. Заробили су га Италијани у априлу 1941. и стављен је у службу као Premuda, и био је најважнији и најефикаснији италијански ратни плен у Другом светском рату. Заробили су га Немци након италијанског примирја и служио је као TA32 док није потопљен пред крај рата.
| Брод/пловило | Порекло              | Главно наоружање              | Депласман у дугим тонама | Максимална брзина у чворовима | У служби          | Судбина                                      |
| ------------ | -------------------- | ----------------------------- | ------------------------ | ----------------------------- | ----------------- | -------------------------------------------- |
| Дубровник    | Уједињено Краљевство | 4 × Шкода 14 cm (5,5 in) топа | 1.880                    | 37                            | 11. октобар 1931. | TA32 је потопљен код Ђенове 24. априла 1945. |

### КласаБеоград
Разарачи класе Београд били су разарачи француског дизајна завршени 1937–1938. Загреб је потопљен током инвазије Сила Осовине на Југославију, али су Београд и Љубљана пали у руке Италијанима. Служили су код Италијана као Sebenico и Lubiana. Lubiana је изгубљена у априлу 1943, али Sebenico су заробили Немци након италијанске капитулације и служио је као TA43 док није потопљен на крају рата.
| Брод/пловило | Порекло               | Главно наоружање              | Депласман у дугим тонама | Максимална брзина у чворовима | У служби           | Судбина                                                                                             |
| ------------ | --------------------- | ----------------------------- | ------------------------ | ----------------------------- | ------------------ | --------------------------------------------------------------------------------------------------- |
| Београд      | Француска             | 4 × Шкода 12 cm (4,7 in) топа | 1.190                    | 38                            | 23. децембар 1937. | TA43 је потопљен у Трсту 30. априла или 1. маја 1945.                                               |
| Љубљана      | Краљевина Југославија | 4 × Шкода 12 cm (4,7 in) топа | 1.190                    | 38                            | 28. јун 1938.      | Lubiana је потопљена (или насукана и проглашена потпуним губитком) код туниске обале у априлу 1943. |
| Загреб       | Краљевина Југославија | 4 × Шкода 12 cm (4,7 in) топа | 1.190                    | 38                            | 30. март 1938.     | Загреб је потопљен у Боки которској 17. априла 1941.                                                |

## Корвета
Почетком 1944. године, корвета Краљевске ратне морнарице класе Флауер ХМС Малоу пребачена је Краљевској југословенској морнарици у егзилу (КМ у егзилу) и преименована у Нада. На крају рата пребачена је новој Југословенској ратној морнарици и преименована у Партизанка.
| Брод/пловило | Порекло              | Главно наоружање       | Депласман у дугим тонама | Максимална брзина у чворовима | У служби      | Судбина                                           |
| ------------ | -------------------- | ---------------------- | ------------------------ | ----------------------------- | ------------- | ------------------------------------------------- |
| Нада         | Уједињено Краљевство | 1 × 102 cm (40 in) топ | 925                      | 16                            | почетак 1944. | Партизанка је враћена Уједињеном Краљевству 1949. |

## Топовњача и краљевска јахта
Топовњача и краљевска јахта Бели Орао ушла је у службу 1939. и заробили су је Италијани у априлу 1941. током инвазије. Служила је код Италијана као Alba, а затим Zagabria, пре него што је враћена КМ у егзилу крајем 1943. Преживела је рат и пребачена је новој Југословенској ратној морнарици.
| Брод/пловило | Порекло | Главно наоружање                       | Депласман у дугим тонама | Максимална брзина у чворовима | У служби  | Судбина   |
| ------------ | ------- | -------------------------------------- | ------------------------ | ----------------------------- | --------- | --------- |
| Бели Орао    | Италија | 2 × 4 cm (1,6 in) против-авионска топа | 558                      | 18.5                          | Јун 1939. | Непознато |

## Торпиљарке

### Класа 250t
Осам бивших аустроугарских торпиљарки класе 250t пребачено је КМ 1921. године и биле су једини модерни морски ратни бродови КМ када је формирана. Две су изгубљене или исечене пре Другог светског рата, а остале су заробили Италијани током инвазије Сила Осовине 1941. и ставили их у своју службу. Након италијанске капитулације, две су враћене КМ у егзилу. Још један брод су потопили немачки авиони док је још био у италијанским рукама, а други је потопила италијанска посада. Од преостала два, један је пребачен Ратној морнарици Независне Државе Хрватске и потопљен је 1944, а други је служио у немачкој морнарици као TA48 и потопљен је почетком 1945. Два чамца која су враћена КМ у егзилу пребачена су Југословенској ратној морнарици на крају рата и служили су као Голешница и Цер.
| Брод/пловило | Порекло       | Главно наоружање                  | Депласман у дугим тонама | Максимална брзина у чворовима | У служби   | Судбина                                                     |
| ------------ | ------------- | --------------------------------- | ------------------------ | ----------------------------- | ---------- | ----------------------------------------------------------- |
| Т1           | Аустроугарска | 4 × 45 cm (17,7 in) торпедне цеви | 258–266                  | 28                            | Март 1921. | Голешница је исечена 1959.                                  |
| Т2           | Аустроугарска | 4 × 45 cm (17,7 in) торпедне цеви | 258–266                  | 28                            | Март 1921. | Т2 је исечен 1939.                                          |
| Т3           | Аустроугарска | 4 × 45 cm (17,7 in) торпедне цеви | 258–266                  | 28                            | Март 1921. | TA48 су потопили савезнички авиони у Трсту у фебруару 1945. |
| Т4           | Аустроугарска | 4 × 45 cm (17,7 in) торпедне цеви | 258–266                  | 28                            | Март 1921. | Т4 се насукао и постао потпуни губитак 1932.                |
| Т5           | Аустроугарска | 4 × 45 cm (17,7 in) торпедне цеви | 258–266                  | 28                            | Март 1921. | Цер је исечен 1962.                                         |
| Т6           | Аустроугарска | 4 × 45 cm (17,7 in) торпедне цеви | 258–266                  | 28                            | Март 1921. | Т6 је потопљен код Риминија у септембру 1943.               |
| Т7           | Аустроугарска | 4 × 45 cm (17,7 in) торпедне цеви | 258–266                  | 28                            | Март 1921. | Т7 је потопљен код острва Муртер у јуну 1944.               |
| Т8           | Аустроугарска | 4 × 45 cm (17,7 in) торпедне цеви | 258–266                  | 28                            | Март 1921. | Т8 су потопили немачки авиони у септембру 1943.             |

### КласаКајман
Четири бивше аустроугарске торпиљарке класе Кајман пребачене су КМ 1921. године, али су све четири отписане и исечене између 1928. и 1930.
| Брод/пловило | Порекло       | Главно наоружање                  | Депласман у дугим тонама | Максимална брзина у чворовима | У служби   | Судбина                                          |
| ------------ | ------------- | --------------------------------- | ------------------------ | ----------------------------- | ---------- | ------------------------------------------------ |
| Т9           | Аустроугарска | 3 × 45 cm (17,7 in) торпедне цеви | 206–208                  | 26                            | Март 1921. | Сва четири чамца су исечена између 1928. и 1930. |
| Т10          | Аустроугарска | 3 × 45 cm (17,7 in) торпедне цеви | 206–208                  | 26                            | Март 1921. | Сва четири чамца су исечена између 1928. и 1930. |
| Т11          | Аустроугарска | 3 × 45 cm (17,7 in) торпедне цеви | 206–208                  | 26                            | Март 1921. | Сва четири чамца су исечена између 1928. и 1930. |
| Т12          | Аустроугарска | 3 × 45 cm (17,7 in) торпедне цеви | 206–208                  | 26                            | Март 1921. | Сва четири чамца су исечена између 1928. и 1930. |

## Моторни торпедни чамци

### КласаУскок
Две торпиљарке класе Ускок британске производње набављене су од стране КМ 1927. године. Обе су заробили Италијани током инвазије у априлу 1941. Стављене у службу са новим ознакама, обе су изгубљене или отписане док су биле у италијанској служби.
| Брод/пловило | Порекло              | Главно наоружање                  | Депласман у дугим тонама | Максимална брзина у чворовима | У служби | Судбина                                                  |
| ------------ | -------------------- | --------------------------------- | ------------------------ | ----------------------------- | -------- | -------------------------------------------------------- |
| Ускок        | Уједињено Краљевство | 2 × 456 cm (180 in) торпедне цеви | 15                       | 40                            | 1927.    | Преименовани MAS 1 D је потонуо код Мљета у априлу 1942. |
| Четник       | Уједињено Краљевство | 2 × 456 cm (180 in) торпедне цеви | 15                       | 40                            | 1927.    | Преименовани MS 47 је отписан у септембру 1943.          |

### КласаОрјен
Осам торпедних чамаца класе Орјен немачке производње купљено је од Нацистичке Немачке средином до касних 1930-их. Два су побегла током инвазије на Југославију у априлу 1941. и постала део КМ у егзилу. Преосталих шест су заробили Италијани и ставили их у своју службу под новим ознакама. Два су потопиле њихове посаде у време италијанске капитулације у септембру 1943, а преостала четири су заробили Немци и преименовали. Сва четири су потопљена у Солуну у октобру 1944. Чамци који су побегли пребачени су Југословенској ратној морнарици на крају рата.
| Брод/пловило | Порекло | Главно наоружање                | Депласман у дугим тонама | Максимална брзина у чворовима | У служби  | Судбина                                                          |
| ------------ | ------- | ------------------------------- | ------------------------ | ----------------------------- | --------- | ---------------------------------------------------------------- |
| Орјен        | Немачка | 2 × 55 cm (22 in) торпедне цеви | 61                       | 31                            | 1936.     | Преименовани MS 41 је потопљен код Монфалконеа у септембру 1943. |
| Дурмитор     | Немачка | 2 × 55 cm (22 in) торпедне цеви | 61                       | 31                            | Непознато | Преименовани ТЧ 391 је отписан 1963.                             |
| Сувобор      | Немачка | 2 × 55 cm (22 in) торпедне цеви | 61                       | 31                            | 1937.     | Преименовани MS 45 је потопљен код Католике у септембру 1943.    |
| Кајмакчалан  | Немачка | 2 × 55 cm (22 in) торпедне цеви | 61                       | 31                            | Непознато | Преименовани ТЧ 392 је отписан 1963.                             |
| Велебит      | Немачка | 2 × 55 cm (22 in) торпедне цеви | 61                       | 31                            | Непознато | Сва четири чамца су потопљена у Солуну у октобру 1944.           |
| Динара       | Немачка | 2 × 55 cm (22 in) торпедне цеви | 61                       | 31                            | 1939.     | Сва четири чамца су потопљена у Солуну у октобру 1944.           |
| Рудник       | Немачка | 2 × 55 cm (22 in) торпедне цеви | 61                       | 31                            | 1939.     | Сва четири чамца су потопљена у Солуну у октобру 1944.           |
| Триглав      | Немачка | 2 × 55 cm (22 in) торпедне цеви | 61                       | 31                            | 1939.     | Сва четири чамца су потопљена у Солуну у октобру 1944.           |

## Подморнице

### КласаХрабри
Две подморнице класе Храбри британске производње ушле су у службу 1927. Током инвазије у априлу 1941, једна је побегла и придружила се КМ у егзилу, док су другу заробили Италијани и затим је исекли. Подморница која је побегла коришћена је као брод за обуку у противподморничком ратовању, а на крају рата је пребачена Југословенској ратној морнарици и преименована у Тара.
| Брод/пловило | Порекло              | Главно наоружање                  | Депласман у дугим тонама | Максимална брзина у чворовима | У служби | Судбина                          |
| ------------ | -------------------- | --------------------------------- | ------------------------ | ----------------------------- | -------- | -------------------------------- |
| Храбри       | Уједињено Краљевство | 6 × 533 cm (210 in) торпедне цеви | 975 (на површини)        | 15.7 (на површини)            | 1927.    | Храбри су исекли Италијани 1941. |
| Небојша      | Уједињено Краљевство | 6 × 533 cm (210 in) торпедне цеви | 975 (на површини)        | 15.7 (на површини)            | 1927.    | Тара је отписана 1954.           |

### КласаОсветник
Две подморнице класе Осветник француске производње ушле су у службу 1928–1929. Обе су заробили Италијани током инвазије у априлу 1941, након чега су стављене у службу као бродови за обуку и експериментисање под новим именима. Обе су потопљене у време италијанске капитулације.
| Брод/пловило | Порекло   | Главно наоружање                | Депласман у дугим тонама | Максимална брзина у чворовима | У служби | Судбина                                                                      |
| ------------ | --------- | ------------------------------- | ------------------------ | ----------------------------- | -------- | ---------------------------------------------------------------------------- |
| Осветник     | Француска | 6 × 55 cm (22 in) торпедне цеви | 630 (на површини)        | 14.5 (на површини)            | 1929.    | Преименовани Francesco Rismondo је потопљен код Бонифација у септембру 1943. |
| Смели        | Француска | 6 × 55 cm (22 in) торпедне цеви | 630 (на површини)        | 14.5 (на површини)            | 1928.    | Преименовани Antonio Bajamonti је потопљен код Ла Специје у септембру 1943.  |

## Минополагачи

### КласаГалеб
Шест минополагача класе Галеб немачке производње купљено је убрзо након оснивања КМ. Свих шест су заробили Италијани током инвазије у априлу 1941. и ставили их у своју службу под новим именима. Пет их је изгубљено пре италијанске капитулације у септембру 1943, али је један пребачен КМ у егзилу у децембру те године, и преживео је рат да би служио у послератној Југословенској ратној морнарици као Пионир, а затим Зеленгора.
| Брод/пловило | Порекло | Главно наоружање                  | Депласман у дугим тонама | Максимална брзина у чворовима | У служби  | Судбина                                                           |
| ------------ | ------- | --------------------------------- | ------------------------ | ----------------------------- | --------- | ----------------------------------------------------------------- |
| Галеб        | Немачка | 2 × Шкода 9 cm (3,5 in) L/45 топа | 500                      | 16                            | Јул 1921. | Преименовани Selve је исечен 1948.                                |
| Орао         | Немачка | 2 × Шкода 9 cm (3,5 in) L/45 топа | 500                      | 16                            | Јул 1921. | Преименовани Зеленгора је отписан 1962.                           |
| Лабуд        | Немачка | 2 × Шкода 9 cm (3,5 in) L/45 топа | 500                      | 16                            | Јул 1921. | Преименовани Oriole је потопљен у јулу 1943.                      |
| Јастреб      | Немачка | 2 × Шкода 9 cm (3,5 in) L/45 топа | 500                      | 16                            | Јул 1921. | Преименовани Zirona је уништила сопствена посада у новембру 1941. |
| Кобац        | Немачка | 2 × Шкода 9 cm (3,5 in) L/45 топа | 500                      | 16                            | Јул 1921. | Преименовани Unie је уништен у јануару 1943.                      |
| Сокол        | Немачка | 2 × Шкода 9 cm (3,5 in) L/45 топа | 500                      | 16                            | Јул 1921. | Преименовани Eso је потопљен у јануару 1943.                      |

### Змај
Матични брод за хидроавионе Змај немачке производње ушао је у службу КМ 1930, али је претворен у минополагач 1937. Заробили су га Немци у априлу 1941. и служио је као матични брод за хидроавионе, за спасавање авиона и транспорт трупа као Drache. Крајем 1942. поново је стављен у службу као минополагач, а 1943. коришћен је за бродска испитивања са хеликоптерима пре него што је потопљен у септембру 1944.
| Брод/пловило | Порекло | Главно наоружање                              | Депласман у дугим тонама | Максимална брзина у чворовима | У служби | Судбина                              |
| ------------ | ------- | --------------------------------------------- | ------------------------ | ----------------------------- | -------- | ------------------------------------ |
| Змај         | Немачка | 2 × 835 cm (329 in) L/55 против-авионска топа | 1.840                    | 15                            | 1930.    | Drache је потопљен у септембру 1944. |

### КласаМалинска
Године 1931, КМ је набавила пет бивших аустроугарских минополагача, познатих као класа Малинска. У априлу 1941. све су их заробили Италијани, иако је један био потопљен, извучен је и поправљен. Два су заробили Немци у време италијанске капитулације у септембру 1943. и изгубљени су у њиховим рукама или док су служили у Ратној морнарици Независне Државе Хрватске. Три су враћена КМ у егзилу и преживела су рат да би служила у новој Југословенској ратној морнарици.
| Брод/пловило | Порекло       | Главно наоружање                           | Депласман у дугим тонама | Максимална брзина у чворовима | У служби | Судбина                                                       |
| ------------ | ------------- | ------------------------------------------ | ------------------------ | ----------------------------- | -------- | ------------------------------------------------------------- |
| Малинска     | Аустроугарска | 1 × 66 cm (26 in) L/30 против-авионски топ | 126                      | 9                             | 1931.    | Непознато                                                     |
| Марјан       | Аустроугарска | 1 × 66 cm (26 in) L/30 против-авионски топ | 126                      | 9                             | 1931.    | Преименовани Ugliano је вероватно изгубљен у немачким рукама. |
| Мељине       | Аустроугарска | 1 × 66 cm (26 in) L/30 против-авионски топ | 126                      | 9                             | 1931.    | Непознато                                                     |
| Мљет         | Аустроугарска | 1 × 66 cm (26 in) L/30 против-авионски топ | 126                      | 9                             | 1931.    | Непознато                                                     |
| Мосор        | Аустроугарска | 1 × 66 cm (26 in) L/30 против-авионски топ | 126                      | 9                             | 1931.    | Преименовани Pasman је исечен 1954.                           |

## Миноловци
У време свог формирања 1921. године, КМ је добила четири бивше аустроугарске торпиљарке класе Шихау које су претворене у миноловце. Три су убрзо отписане, али једна је служила као брод за обуку до инвазије у априлу 1941, када су је заробили Италијани. Немци су је заробили у септембру 1943. и изгубљена је у њиховим рукама нешто касније.
| Брод/пловило | Порекло       | Главно наоружање            | Депласман у дугим тонама | Максимална брзина у чворовима | У служби   | Судбина                                |
| ------------ | ------------- | --------------------------- | ------------------------ | ----------------------------- | ---------- | -------------------------------------- |
| Д1           | Аустроугарска | 2 × 37 cm (15 in) L/23 топа | 87–89                    | 19                            | Март 1921. | Д1 је отписан 1924.                    |
| Д2           | Аустроугарска | 2 × 37 cm (15 in) L/23 топа | 87–89                    | 19                            | Март 1921. | Д2 је изгубљен у немачким рукама.      |
| Д3           | Аустроугарска | 2 × 37 cm (15 in) L/23 топа | 87–89                    | 19                            | Март 1921. | Ова два чамца су такође отписана 1924. |
| Д4           | Аустроугарска | 2 × 37 cm (15 in) L/23 топа | 87–89                    | 19                            | Март 1921. | Ова два чамца су такође отписана 1924. |

## Матични бродови за подморнице
КМ је користила два матична брода за подморнице, један је претворен из немачког танкера за воду добијеног од Аустроугара, а други је био британски трговачки брод претворен за ту улогу у време када су набављене подморнице британске производње. Други брод су заробили Италијани у априлу 1941. али је преживео рат и служио у послератној Југословенској ратној морнарици.
| Брод/пловило | Порекло              | Депласман у дугим тонама | У служби   | Судбина              |
| ------------ | -------------------- | ------------------------ | ---------- | -------------------- |
| Ситница      | Немачко царство      | 370                      | Март 1921. | Непознато            |
| Хвар         | Уједињено Краљевство | 2.600                    | 1927.      | Хвар је исечен 1953. |

## Бродови за спасавање
КМ је користила два брода за спасавање. Први је био бивши аустроугарски брод који је исечен крајем 1920-их. Замењен је бродом немачке производње.
| Брод/пловило | Порекло       | Депласман у дугим тонама | У служби   | Судбина |
| ------------ | ------------- | ------------------------ | ---------- | --- |
| Моћни        | Аустроугарска | 265                      | Март 1921. | Моћни је исечен 1929. |
| Спасилац     | Немачка       | 740                      | 1929.      | Заробљен од стране Краљевске италијанске морнарице у Сплиту 22. априла 1941. и преименован у Instancabile. Враћен југословенској морнарици 1945. |

## Танкери
КМ је имала два танкера, један за нафту и један за воду. Танкер за нафту је потопљен у италијанским рукама 1943, а танкер за воду је отписан на крају рата.
| Брод/пловило | Порекло   | Депласман у дугим тонама | У служби | Судбина                         |
| ------------ | --------- | ------------------------ | -------- | ------------------------------- |
| Ловћен       | Непознато | 561                      | 1932.    | Ловћен је отписан 1945.         |
| Перун        | Белгија   | 4.500                    | 1939.    | Перун је потопљен у марту 1943. |

## Речна флотила
КМ је наследила четири речна монитора од Аустроугарске морнарице, сваки из различите класе. У априлу 1941, један је потопљен, а остали су потопљени. Један од потопљених бродова је извучен и исечен. Друга два су извучена и стављена у употребу од стране Ратне морнарице Независне Државе Хрватске, и изгубљена су касно у рату, при чему је један извучен након рата и стављен у службу до 1962.
| Брод/пловило | Порекло       | Главно наоружање                                    | Депласман у дугим тонама | Максимална брзина у чворовима | У служби   | Судбина                                               |
| ------------ | ------------- | --------------------------------------------------- | ------------------------ | ----------------------------- | ---------- | ----------------------------------------------------- |
| Вардар       | Аустроугарска | 2 × 12 cm (4,7 in) L/45 топа 2 × 12 cm L/10 хаубице | 570                      | 13.5                          | Март 1921. | Вардар је потопљен у априлу 1941.                     |
| Сава         | Аустроугарска | 2 × 12 cm L/35 топа 1 × 12 cm L/10 хаубица          | 430                      | 13                            | Март 1921. | Сава је отписан 1962. Тренутно брод-музеј у Београду. |
| Драва        | Аустроугарска | 2 × 12 cm L/45 топа 3 × 12 cm L/10 хаубице          | 528                      | 13                            | Март 1921. | Драву је извукла Мађарска и исекла током рата.        |
| Морава       | Аустроугарска | 2 × 12 cm L/35 топа                                 | 441                      | 10                            | Март 1921. | Преименована Босна је налетела на мину у јуну 1944.   |

### Часописи
- Vego, Milan (1982). „The Yugoslav Navy 1918–1941”. Warship International. Toledo, Ohio: International Naval Research Organisation. XIX (4): 342—361. ISSN 0043-0374.

### Веб-сајтови
- Niehorster, Leo (2016). „Balkan Operations Order of Battle Royal Yugoslavian Navy Coastal Defense Command 6th April 1941”. Leo Niehorster. Приступљено 1. децембар 2016.
- Haworth, R.B. (2016a). „Najade”. Miramar Ship Index. New Zealand: R.B. Haworth. 6100091. Приступљено 1. децембар 2016.
- Haworth, R.B. (2016b). „Umtali (Hvar)”. Miramar Ship Index. New Zealand: R.B. Haworth. 1105810. Приступљено 1. децембар 2016.
- Haworth, R.B. (2016c). „Perun”. Miramar Ship Index. New Zealand: R.B. Haworth. 6110884. Приступљено 1. децембар 2016.